# 波爾克縣 (密蘇里州)
波爾克縣（英語：Polk County）是美國密蘇里州西南部的一個縣。面積1,664平方公里。根據美國2000年人口普查，共有人口26,992人。縣治波利瓦爾（Bolivar）。
成立於1835年1月5日。縣名原來是紀念美國獨立戰爭時期將領伊齐基尔·波尔克，但在正式立法時卻以其孫，後來成為總統的眾議院議長詹姆斯·諾克斯·波爾克。